# Арнольд (лунный кратер)
Кратер Арнольд (лат. Arnold) — древний ударный кратер в северо-северо-восточной части видимой стороны Луны. Название присвоено в честь немецкого астронома Христофа Арнольда (1650—1695) и утверждено Международным астрономическим союзом в 1935 г. Образование кратера относится к донектарскому периоду.

## Описание кратера

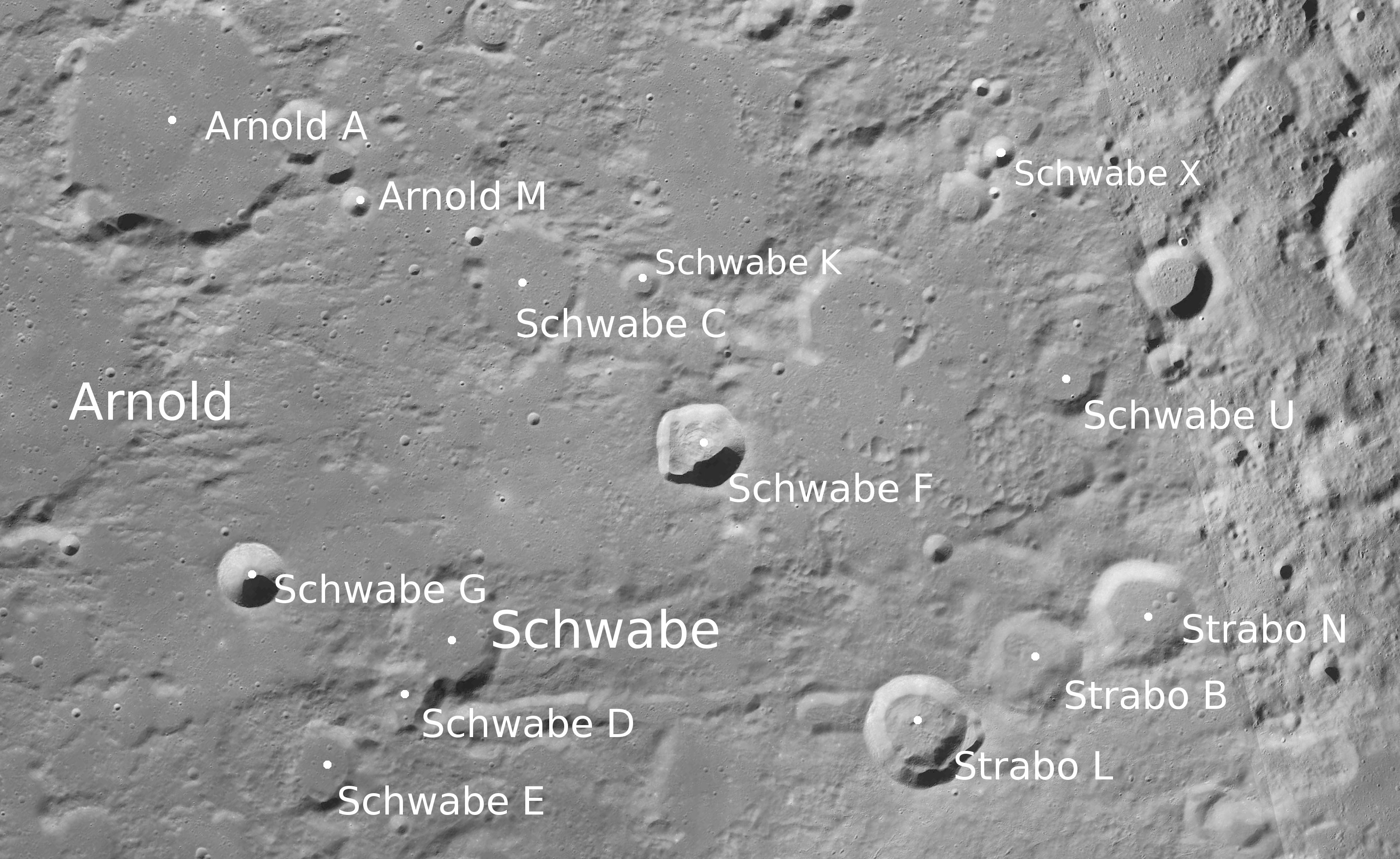
Окрестности кратера Арнольд. Снимок зонда Lunar Reconnaissance Orbiter.

Кратер лежит на северо-западе от Моря Холода. На северо-северо-западе от кратера раполагается кратер Нейсон, на северо-западе кратер Метон, на севере кратер Байо, на юго-востоке-востоке кратеры Швабе и Страбон, на юге кратер Демокрит, на западе кратер Муаньо. Селенографические координаты центра кратера — 66°59′ с. ш. 35°50′ в. д. / 66,98° с. ш. 35,83° в. д., диаметр — 93 км, глубина — 0,95 км.
За время своего существования вал кратера подвергся сильному разрушению и множественным импактам. Наиболее сохранились северная и северо-восточная части вала. В юго-западной части имеется проход, отмеченный маленьким сателлитным кратером Арнольд J (см. ниже). Восточная часть вала значительно ниже остальных частей. Наибольшая высота вала над окружающей местностью составляет 1450 м. Дно чаши кратера затоплено лавой, центральный пик отсутствует, по всей вероятности покрыт лавой. Дно сравнительно ровное, испещрено множеством мелких кратеров, крупнейший из которых — сателлитный кратер Арнольд F. Объем кратера составляет приблизительно 8600 км³.
Из-за своего высокоширотного расположения кратер при наблюдениях кажется овальным.

## Сателлитные кратеры

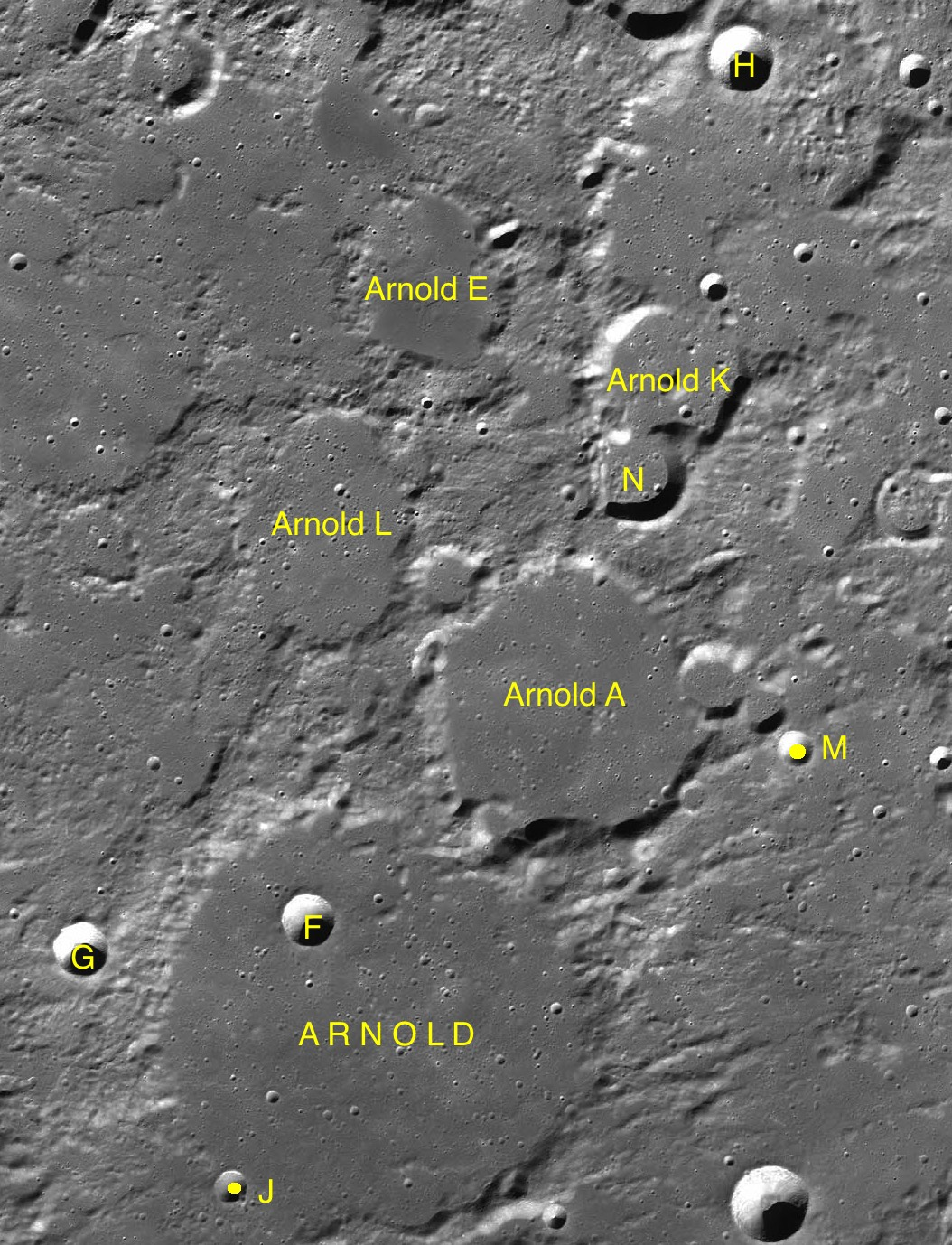
Фрагмент карты LAC-4.

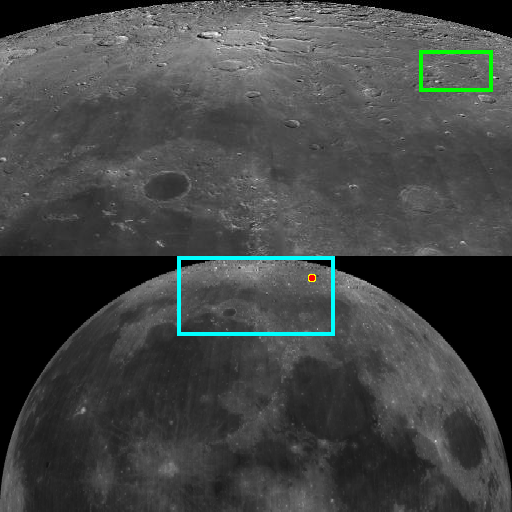
Месторасположение кратера

| Арнольд | Координаты                                            | Диаметр, км |
| ------- | ----------------------------------------------------- | ----------- |
| A       | 68°46′ с. ш. 39°36′ в. д. / 68,77° с. ш. 39,60° в. д. | 55,1        |
| E       | 71°29′ с. ш. 38°06′ в. д. / 71,48° с. ш. 38,10° в. д. | 31,1        |
| F       | 67°33′ с. ш. 35°11′ в. д. / 67,55° с. ш. 35,18° в. д. | 10,4        |
| G       | 67°23′ с. ш. 31°27′ в. д. / 67,39° с. ш. 31,45° в. д. | 10,6        |
| H       | 72°35′ с. ш. 44°59′ в. д. / 72,59° с. ш. 44,98° в. д. | 12,8        |
| J       | 65°54′ с. ш. 33°49′ в. д. / 65,90° с. ш. 33,82° в. д. | 6,2         |
| K       | 70°43′ с. ш. 42°23′ в. д. / 70,71° с. ш. 42,38° в. д. | 30,0        |
| L       | 70°00′ с. ш. 35°46′ в. д. / 70,00° с. ш. 35,77° в. д. | 34,9        |
| M       | 68°17′ с. ш. 43°35′ в. д. / 68,29° с. ш. 43,59° в. д. | 6,8         |
| N       | 70°09′ с. ш. 41°36′ в. д. / 70,15° с. ш. 41,60° в. д. | 18,8        |